# 莫邪塘站
莫邪塘站是杭州地铁7号线和建设中的杭州地铁18号线的一个车站，位于中华人民共和国浙江省杭州市上城区望江街道莫邪塘社区，沿海潮路南北向布置。2022年4月1日7号线江北段开通，车站因周边配套道路尚未完工而暂缓开通。2022年4月22日，该站开通运营。
本站因位于城站规划的东广场处而在规划初期命名为城站站，原计划可与位于杭州站西侧的1号线和5号线城站站出站换乘。2020年10月发布的7号线站名公示中，7号线城站站改名为现名莫邪塘站。
作为望江街道征迁工作的一部分，7号线城站站相关征迁工作于2018年4月启动，当年7月完成。

## 车站结构
莫邪塘站装修以黑白灰为主调，其中车站天花板排布富有层次。标准站以国际化、现代感、功能性为基本风格定位；以模块化、标准化、序列感为基本设计手法。空间色彩以黑白灰为主调，以延续杭州整体线网的色彩风格。造型语言上，天花共性区采用纵向线性铝圆通与纵向灯带相结合，以表达速度感、科技感，同时，天花整体排布采用虚实结合的方式，两侧虚，满足排风及检修功能，中间实，以形成节奏层次关系。
- 站厅
- 站台
- 大字壁

### 楼层分布
| 1层  | 地面               | 出入口                           |  |  |
| -1层 | 站厅               | 自动售票机、客服中心、車站控制室 |  |  |
| -2层 |                    | █ 7号线 往吴山广场（江城路）     |  |  |
|      | 岛式站台，左侧开门 |                                  |  |  |
|      |                    | █ 7号线 往江东二路（观音塘）     |  |  |

## 出入口
| 编号                                                        | 出口标识   | 建议前往的目的地 | 图片 |
| ----------------------------------------------------------- | ---------- | ---------------- | ---- |
| 出EXIT A                                                    | 海潮路东侧 | 甘王路、清江路   |      |
| 出EXIT B                                                    | 海潮路西侧 | 甘王路、清江路   |      |
| 出EXIT C                                                    | 海潮路西侧 | 东宝路           |      |
| 註： 设有卫生间 \| 设有第三卫生间 \| 设有母婴室 \| 设有电梯 |            |                  |      |